# Scarus
Scarus ist die artenreichste Gattung der Papageifische. Es gibt über 50 Arten, die im tropischen Atlantik einschließlich der Karibik und der afrikanischen Westküste, im Indischen Ozean, im Roten Meer, im Persischen Golf, sowie im westlichen, zentralen und östlichen Pazifik vorkommen. Scarus hat damit eine pantropische Verbreitung.

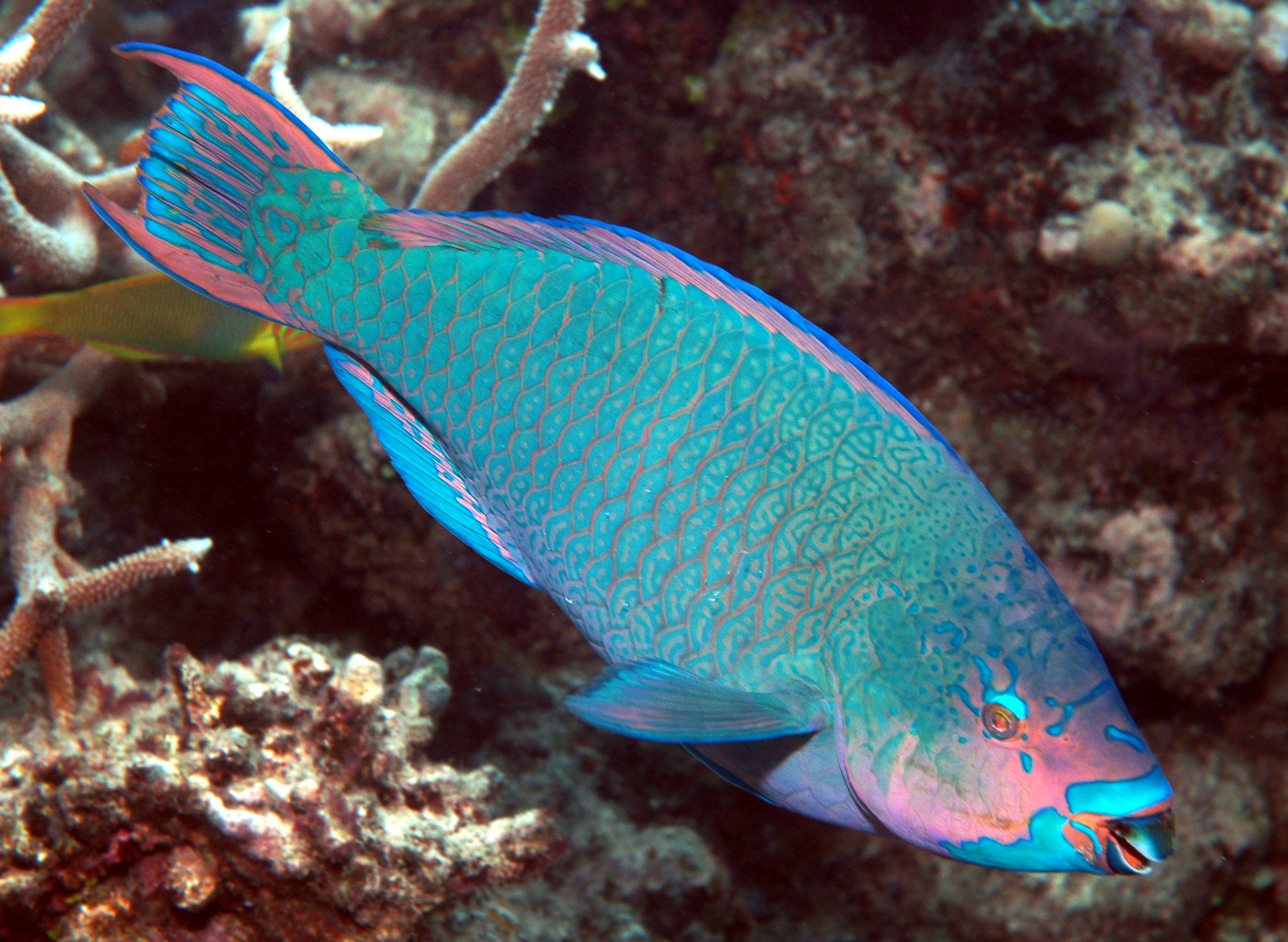
Scarus altipinnis

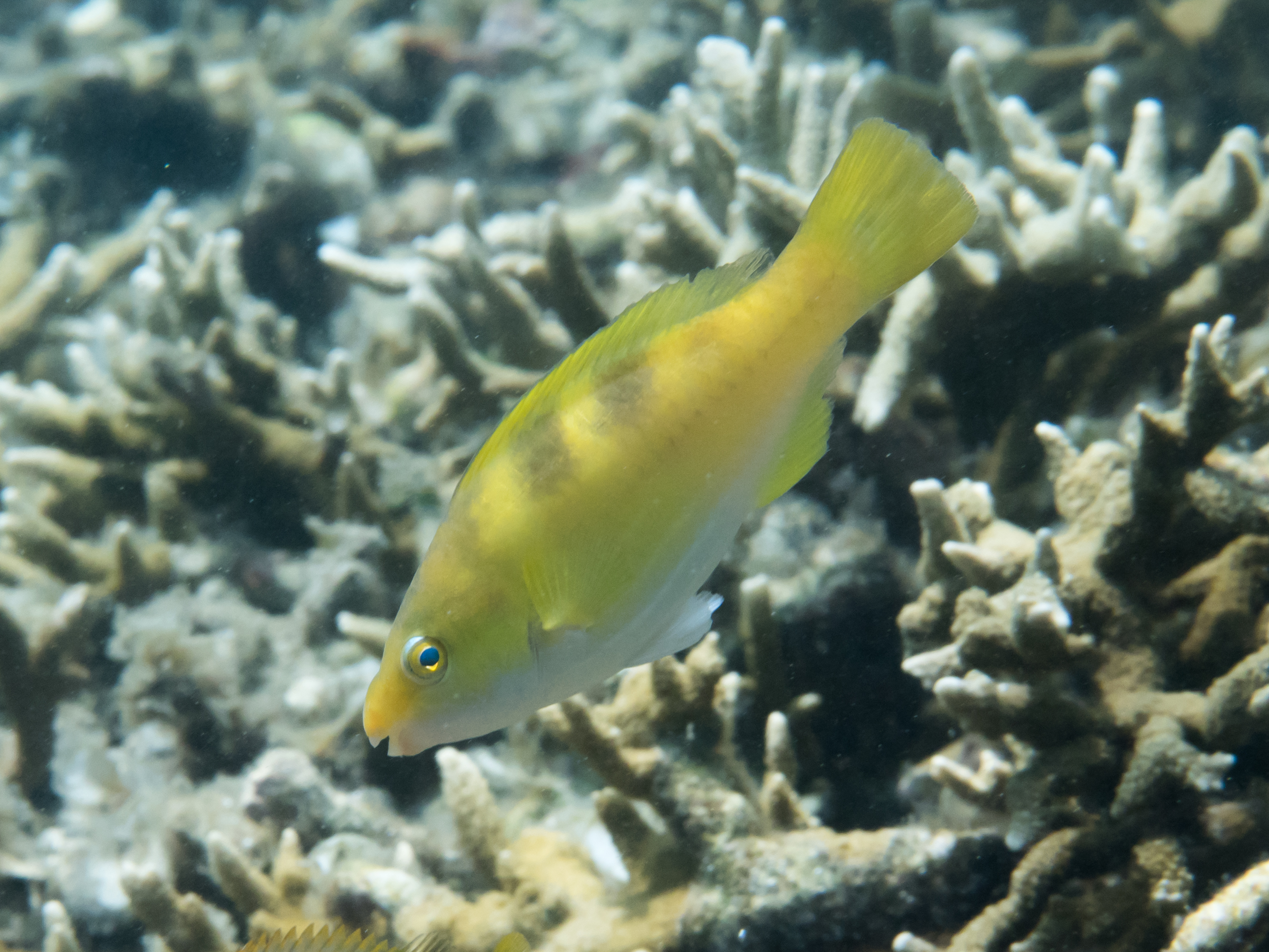
Scarus dimidiatus

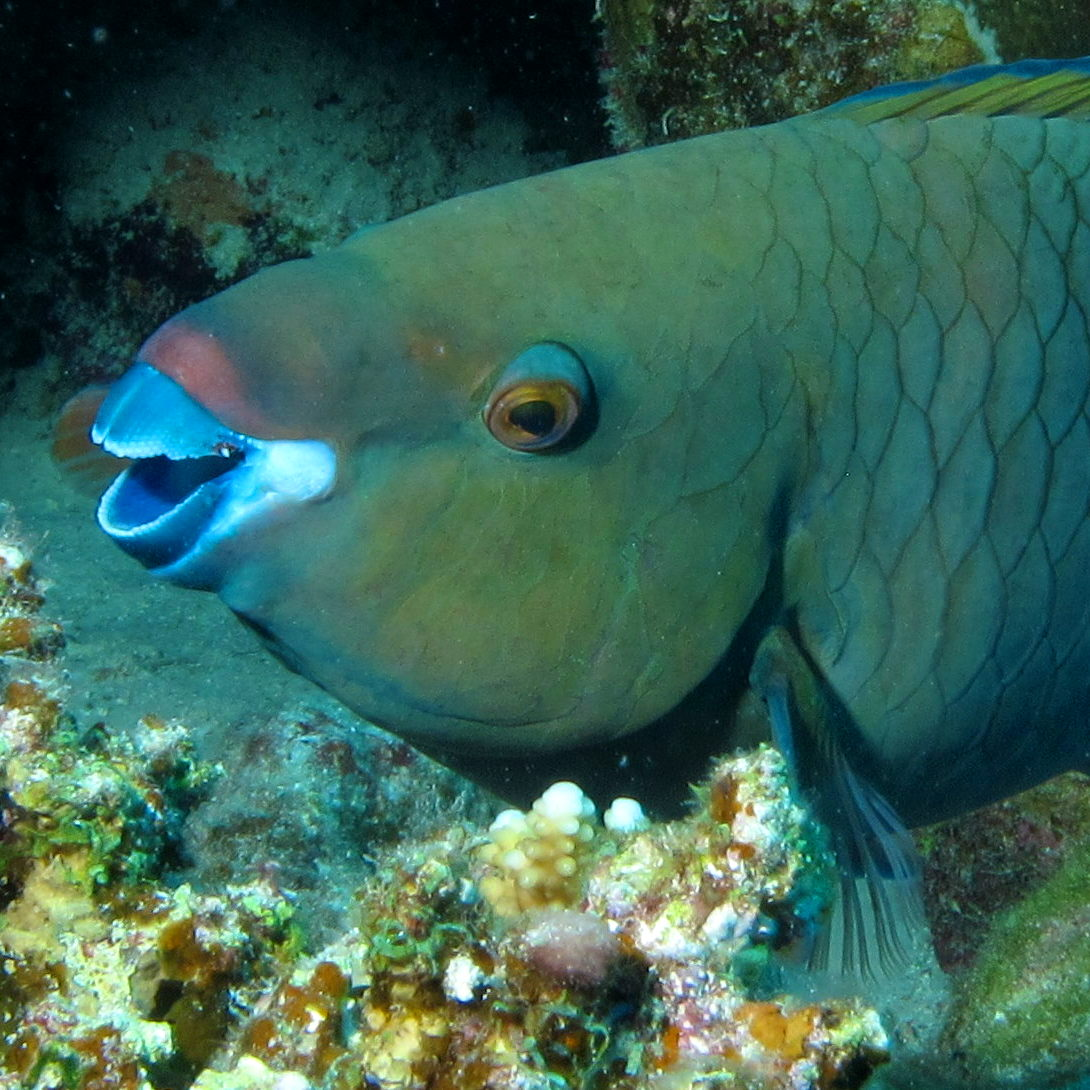
Scarus globiceps

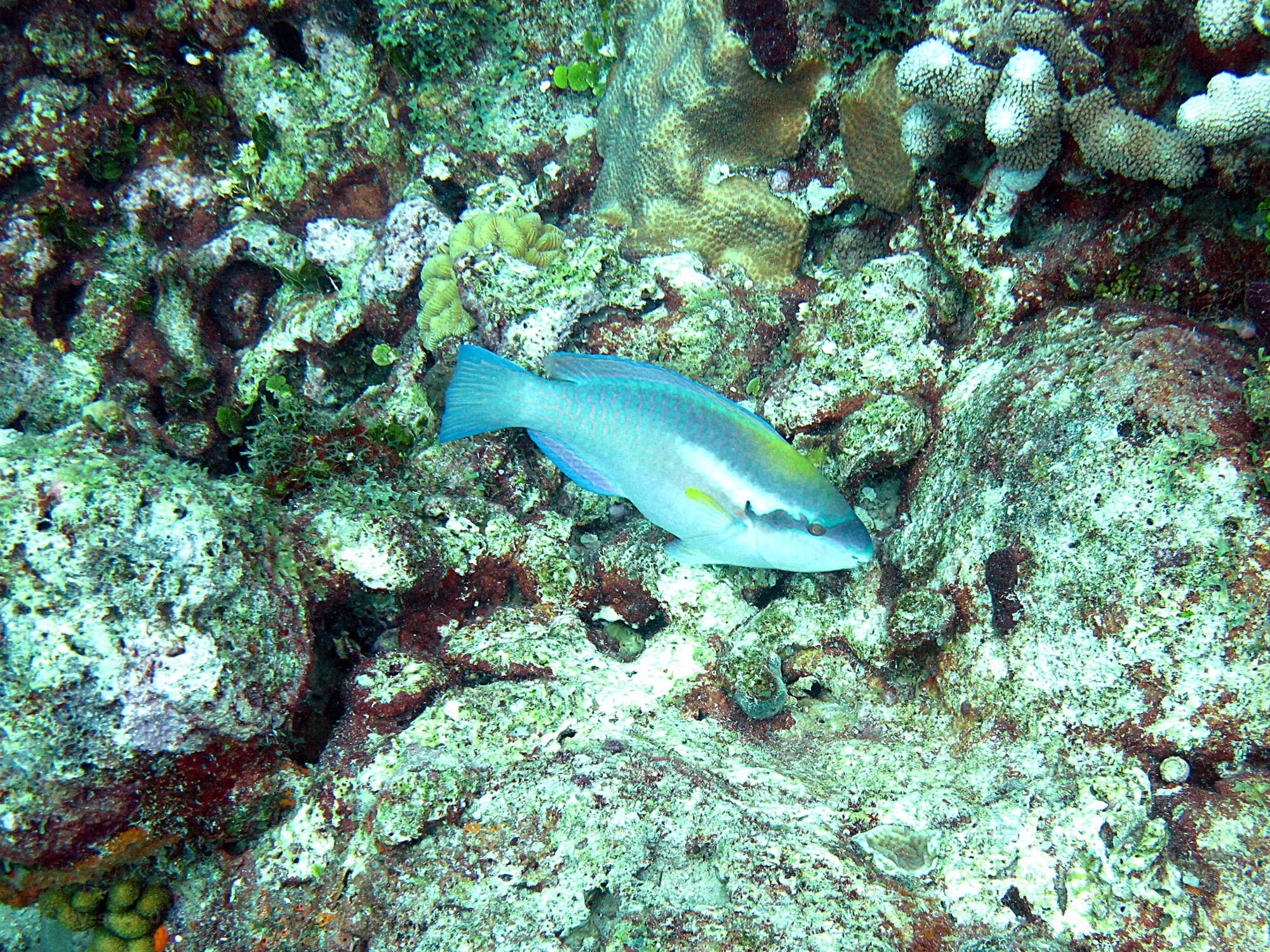
Gestreifter Papageifisch (Scarus iseri)

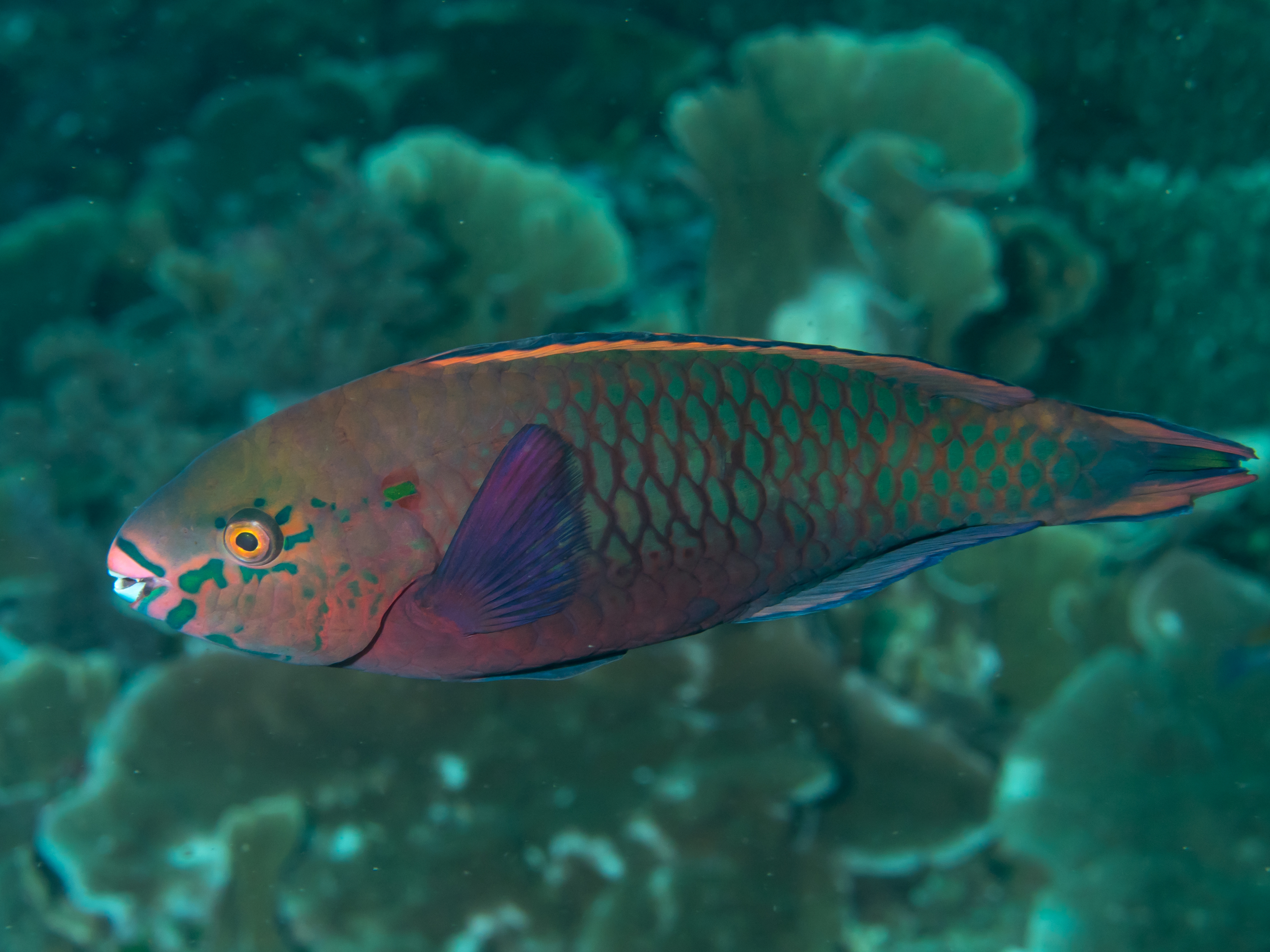
Scarus niger

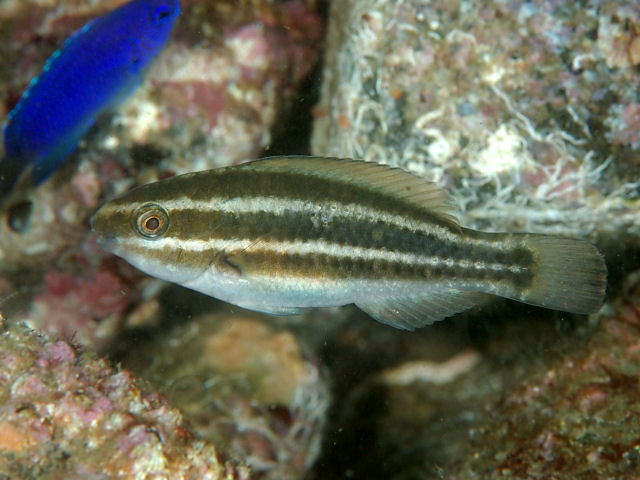
Scarus ovifrons, Jungfisch

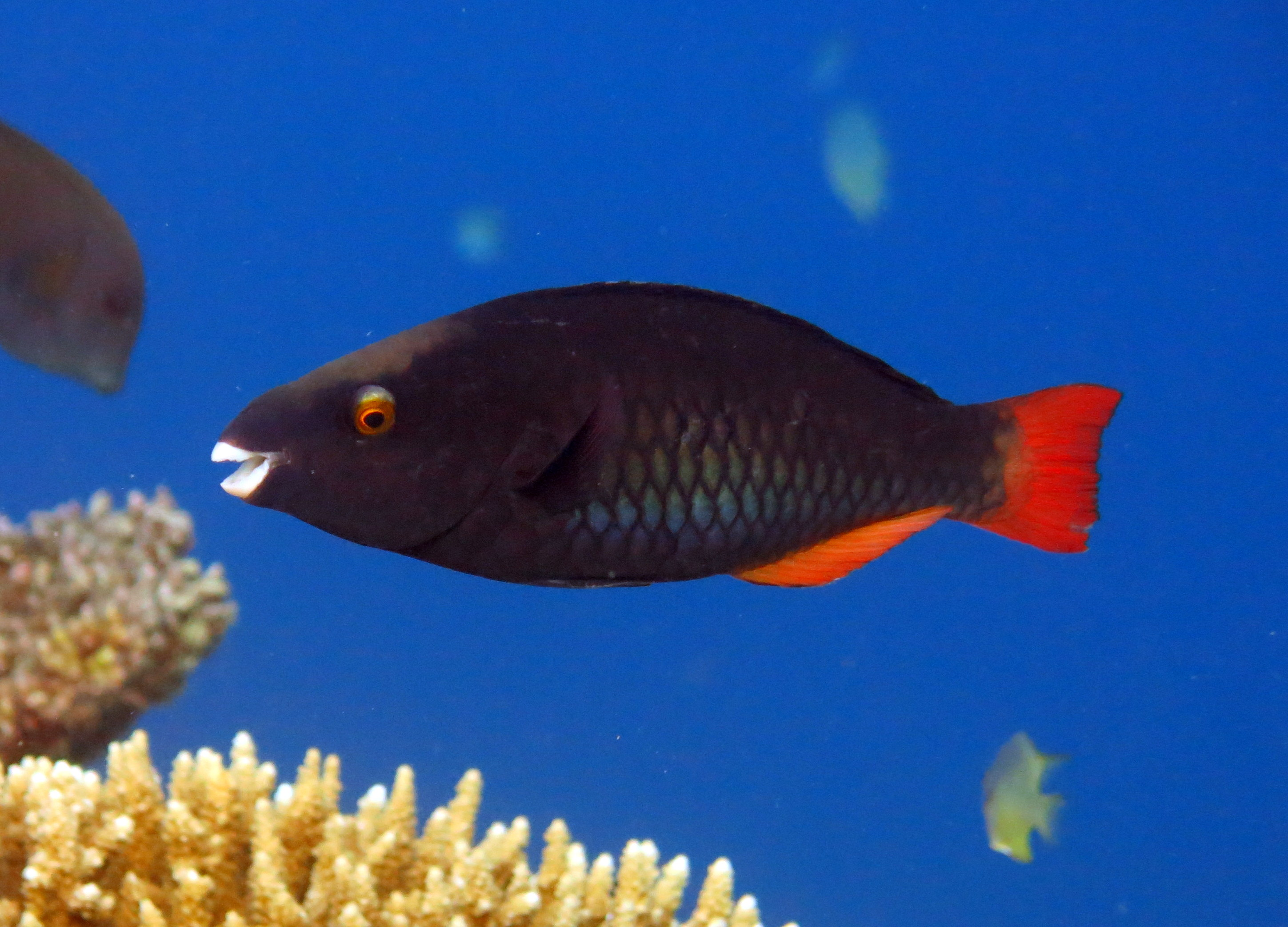
Scarus tricolor, Weibchen

## Merkmale
Scarus-Arten haben einen mäßig hochrückigen Rumpf und einen abgerundeten Kopf. Die Zähne in Ober- und Unterkiefer werden weitgehend von den Lippen bedeckt, die Zähne des Oberkiefers  stehen etwas mehr vor als die des Unterkiefers. In beiden Kiefern sind die Zähne zu Zahnplatten verschmolzen, die weißlich, grün, blaugrün oder blau gefärbt sein können. Die Schneide ist glatt. Die meisten Arten besitzen als ausgewachsene Tiere auch seitliche liegende Eckzähne, einige Arten im Unterkiefer auch kleine Zähne an den Kieferseiten. Die Anzahl der Kiemenrechen liegt bei 39 bis 61. Die Nasenöffnungen sind sehr klein aber ungleich groß. Die Brustflossen werden von 13 bis 16 Flossenstrahlen gestützt, meist sind es 14 oder 15. Die Stacheln der Rückenflosse sind flexibel. Vor dem vordersten Rückenflossenstachel liegen 3 bis 8 Schuppen, meist sind es 4 oder 7. Auf den Wangen befindet sich je zwei bis vier Schuppenreihen.

## Lebensraum und Lebensweise
Fast alle Scarus-Arten leben in Korallenriffen und sind dort meist die häufigsten Papageifische. Lediglich adulte Blauband-Papageifische (Scarus ghobban) wurden schon außerhalb der Riffe gesichtet. Etwa die Hälfte der Arten kommt im tropischen Indopazifik vor, ein Viertel ist dort endemisch, 6 Arten gibt es in der Karibik und eine an der afrikanischen Atlantikküste. Anders als die Chlorurus-Arten beißen die Scarus-Arten beim Fressen nicht in das Substrat auf dem ihre aus Algen und sonstigem Aufwuchs bestehende Nahrung wächst.

## Arten
Zur Gattung Scarus gehören über 50 Arten:
- Scarus altipinnis (Steindachner, 1879)
- Scarus arabicus (Steindachner, 1902)
- Scarus caudofasciatus (Günther, 1862)
- Scarus chameleon Choat & Randall, 1986
- Scarus chinensis (Steindachner, 1867)
- Mitternachts-Papageifisch (Scarus coelestinus Valenciennes, 1840)
- Scarus coeruleus (Edwards, 1771)
- Scarus collana Rüppell, 1835
- Scarus compressus (Osburn & Nichols, 1916)
- Scarus dimidiatus Bleeker, 1859
- Scarus dubius Bennett, 1828
- Scarus falcipinnis (Playfair, 1868)
- Rotkopf-Papageifisch (Scarus ferrugineus Forsskål, 1775)
- Scarus festivus Valenciennes, 1840
- Scarus flavipectoralis Schultz, 1958
- Scarus forsteni (Bleeker, 1861)
- Scarus frenatus Lacepède, 1802
- Scarus fuscocaudalis Randall & Myers, 2000
- Scarus fuscopurpureus (Klunzinger, 1871)
- Blauband-Papageifisch (Scarus ghobban Forsskål, 1775)
- Scarus globiceps Valenciennes, 1840
- Scarus gracilis (Steindachner, 1869)
- Regenbogen-Papageifisch (Scarus guacamaia Cuvier, 1829)
- Scarus hoefleri (Steindachner, 1881)
- Scarus hypselopterus Bleeker, 1853
- Gestreifter Papageifisch (Scarus iseri Bloch, 1789)
- Scarus koputea Randall & Choat, 1980
- Scarus longipinnis Randall & Choat, 1980
- Scarus maculipinna Westneat, Satapoomin & Randall, 2007
- Scarus niger Forsskål, 1775
- Scarus obishime Randall & Earle, 1993
- Purpurkappen-Papageifisch (Scarus oviceps Valenciennes, 1840)
- Scarus ovifrons Temminck & Schlegel, 1846
- Scarus perrico Jordan & Gilbert, 1882
- Scarus persicus Randall & Bruce, 1983
- Grünwangen-Papageifisch (Scarus prasiognathos Valenciennes, 1840)
- Scarus psittacus Forsskål, 1775
- Scarus quoyi Valenciennes, 1840
- Orangewangen-Papageifisch (Scarus rivulatus Valenciennes, 1840)
- Nasenhöcker-Papageifisch (Scarus rubroviolaceus Bleeker, 1847)
- Scarus russelii Valenciennes, 1840
- Scarus scaber Valenciennes, 1840
- Scarus schlegeli (Bleeker, 1861)
- Scarus spinus (Kner, 1868)
- Prinzessin-Papageifisch (Scarus taeniopterus Desmarest, 1831)
- Scarus tricolor Bleeker, 1847
- Scarus trispinosus Valenciennes, 1840
- Königs-Papageifisch (Scarus vetula Bloch & Schneider, 1801)
- Scarus viridifucatus (Smith, 1956)
- Scarus xanthopleura Bleeker, 1853
- Scarus zelindae Moura, Figueiredo & Sazima, 2001
- Scarus zufar Randall & Hoover, 1995